# Ouvéa (wyspa)
Ouvéa lub Uvea – jedna z wysp w archipelagu Wysp Lojalności w Nowej Kaledonii na Oceanie Spokojnym.

## Przynależność administracyjna
Według podziału administracyjnego Nowej Kaledonii wyspa należy do gminy Ouvéa, która jest częścią jednej z trzech nowokaledońskich prowincji – Wysp Lojalności (fr. Province des îles Loyauté).

## Geografia

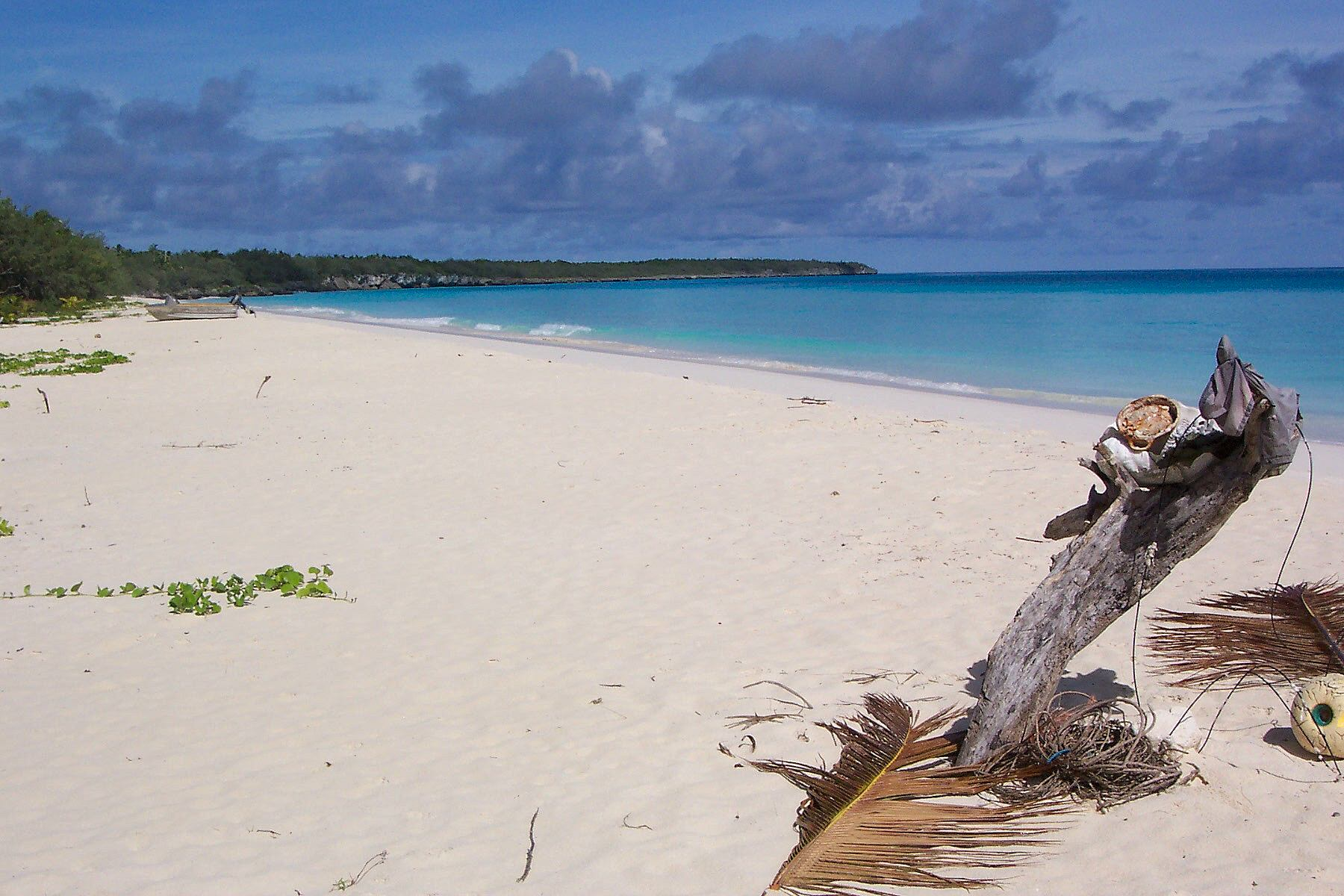
Plaża na wyspie Mouli (fr. Plage de Mouli) należącej do atolu Ouvéa

Powierzchnia wyspy wynosi 132,1 km² (50 km długości wraz z atolem i 7 km szerokości). Składa się ona z dwóch dużych bloków zbudowanych ze skał wapiennych. Oba bloki połączone są wąskim przesmykiem o szerokości 400 m.
Wyspa kształtem przypomina półksiężyc, pomiędzy skrajnymi punktami którego rozpościera się atol o szerokości 35 km. Na cały atol składa się wyspa Ouvéa, wyspa Mouli oraz 21 małych wysepek (tzw. Pléiades – fr. Plejady). Łańcuch ten dzieli się na dwie grupy – Pléiades du Nord oraz Pléiades du Sud (fr. Plejady Północne i Południowe).
Atol słynie z białej, piaszczystej plaży, która ciągnie się wzdłuż 25-kilometrowego, zachodniego wybrzeża wyspy Ouvéa oraz Mouli. Wschodnie wybrzeże wyspy jest klifowe. Maksymalna wysokość na głównej wyspie atolu wynosi 42 m n.p.m. (klif Pointe Gervaise).

## Fauna

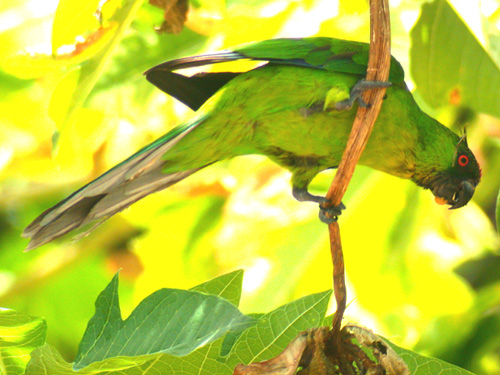
Modrolotka zielonoczuba

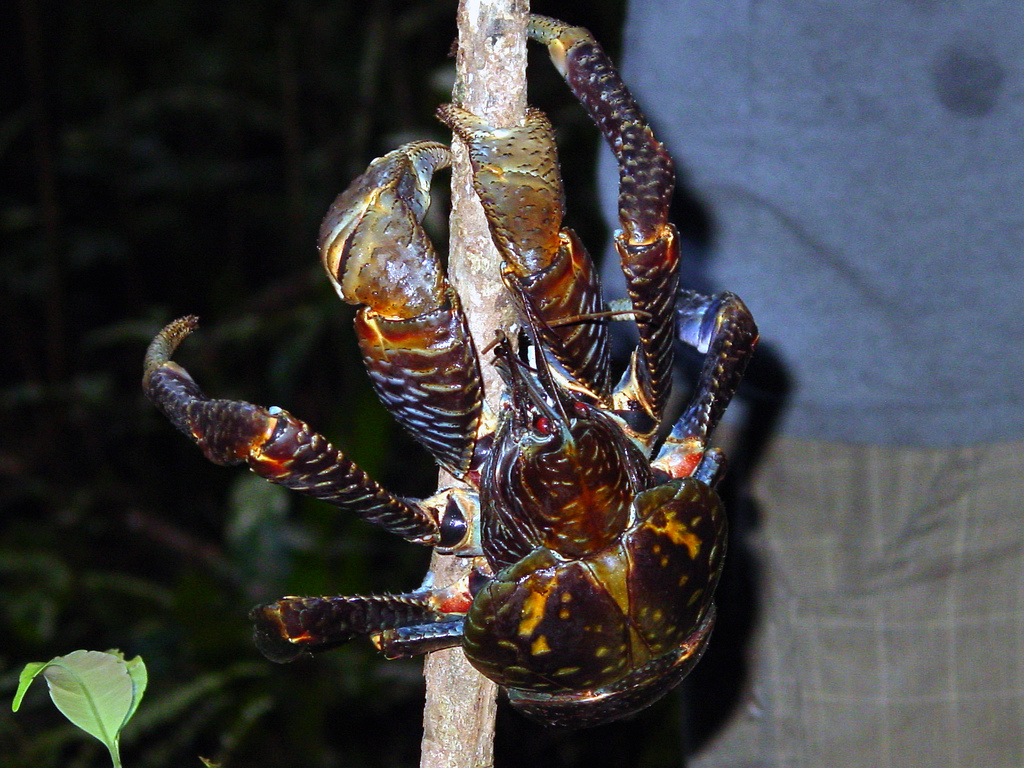
Krab palmowy

Wyspa bogata jest w wiele gatunków fauny morskiej – żółwi morskich i ryb. Na wyspie występuje gatunek endemiczny należący do rodziny papugowatych – modrolotka zielonoczuba (Eunymphicus (cornutus) uvaeensis).
Na wyspie występuje również jeden z tropikalnych gatunków skorupiaków, krab palmowy (kokosowy) (Birgus latro). Żyją one na plantacjach palmowych, odżywiając się kokosami, które rozłupują swymi silnymi szczypcami.
W bogatych w składniki odżywcze wodach atolu, żyją także cenione w wędkarstwie ryby z rodziny albulowatych.

## Kultura
Ludność wyspy posługuje się dwoma językami lokalnymi: iaai (w centralnej części wyspy) i uvea zachodnim (fagauvea, obejmuje północne i południowe skrawki wyspy); drugi z nich to peryferyjny przedstawiciel języków polinezyjskich.